# Ten
Ten е дебютният албум на американската гръндж група Pearl Jam, пуснат на пазара на 27 август 1991 г. В началото повечето от песните са инструментални парчета, а впоследствие Еди Ведър прибавя към тях текстовете си. Успехът на албума не идва веднага, но през 1992 г. достига до номер 2 в престижната класация на списание Billboard. От Ten излизат 4 хит сингъла, а именно Alive, Jeremy, Even Flow и Oceans. Албумът става 12 пъти платинен в САЩ и е най-успешният албум на Pearl Jam.

## Песни
1. Once
2. Even Flow
3. Alive
4. Why Go
5. Black
6. Jeremy
7. Oceans
8. Porch
9. Garden
10. Deep
11. Release

## Състав
- Еди Ведър – вокал
- Джеф Амент – бас китара
- Стоун Госард – китара
- Майк МакКрийди – соло китара
- Дейв Крусен – барабани
- Рик Парашар – пиано, орган
- Уолтър Грей – чело
- Лиса Спарагано – дизайн